# Pachyramphus niger
Pachyramphus niger е вид птица от семейство Tityridae.

## Разпространение
Видът е разпространен в Ямайка.